# تینا مابری
تینا مابری (انگلیسی: Tina Mabry; ۹ فوریهٔ ۱۹۷۸ – ) فیلم‌نامه‌نویس، تهیه‌کننده فیلم و کارگردان فیلم اهل ایالات متحده آمریکا بود.